# La vida según Muriel
La vida según Muriel s una pel·lícula argentina dirigida per Eduardo Milewicz que es va estrenar el 28 d'agost de 1997, amb les actuacions de Soledad Villamil, Inés Estévez i Federico Olivera. Fou rodada a Villa La Angostura, a la República Argentina.

## Sinopsi
És la història de dues donaés que viuen en solitud però són atentament observades per una nena que fa la seva pròpia anàlisi del comportament d'ambdues, amb la seva mirada innocent però no per això menys dotada de saviesa.

## Repartiment
- Soledad Villamil com Laura.
- Inés Estévez com Mirta.
- Federico Olivera com Tony.
- Jorge Perugorría com Ernesto.
- Florencia Camiletti com Muriel.
- Carolina Valverde com Jimena.
- Gonzalo Salama com Manuel.
- María Lepret
- Nahuel Mutti
- Beba Quintana
- Bruno Quintana
- Oscar Carranza
- Eduardo Oscar Tuneu

## Recepció
Fou nominada a la millor pel·lícula al Festival Internacional de Cinema de Mar del Plata i va guanyar el Cóndor de Plata a la millor opera prima i al millor guió.